# 荒田川 (岐阜県)
荒田川（あらたがわ）および新荒田川（しんあらたがわ）は、木曽川水系の一級河川。岐阜県各務原市・岐阜市・羽島郡笠松町を流れる。荒田川は長良川・揖斐川を経て伊勢湾に至る木曽川の3次支川、新荒田川は北派川を経て木曽川に至る2次支川。

## 概要

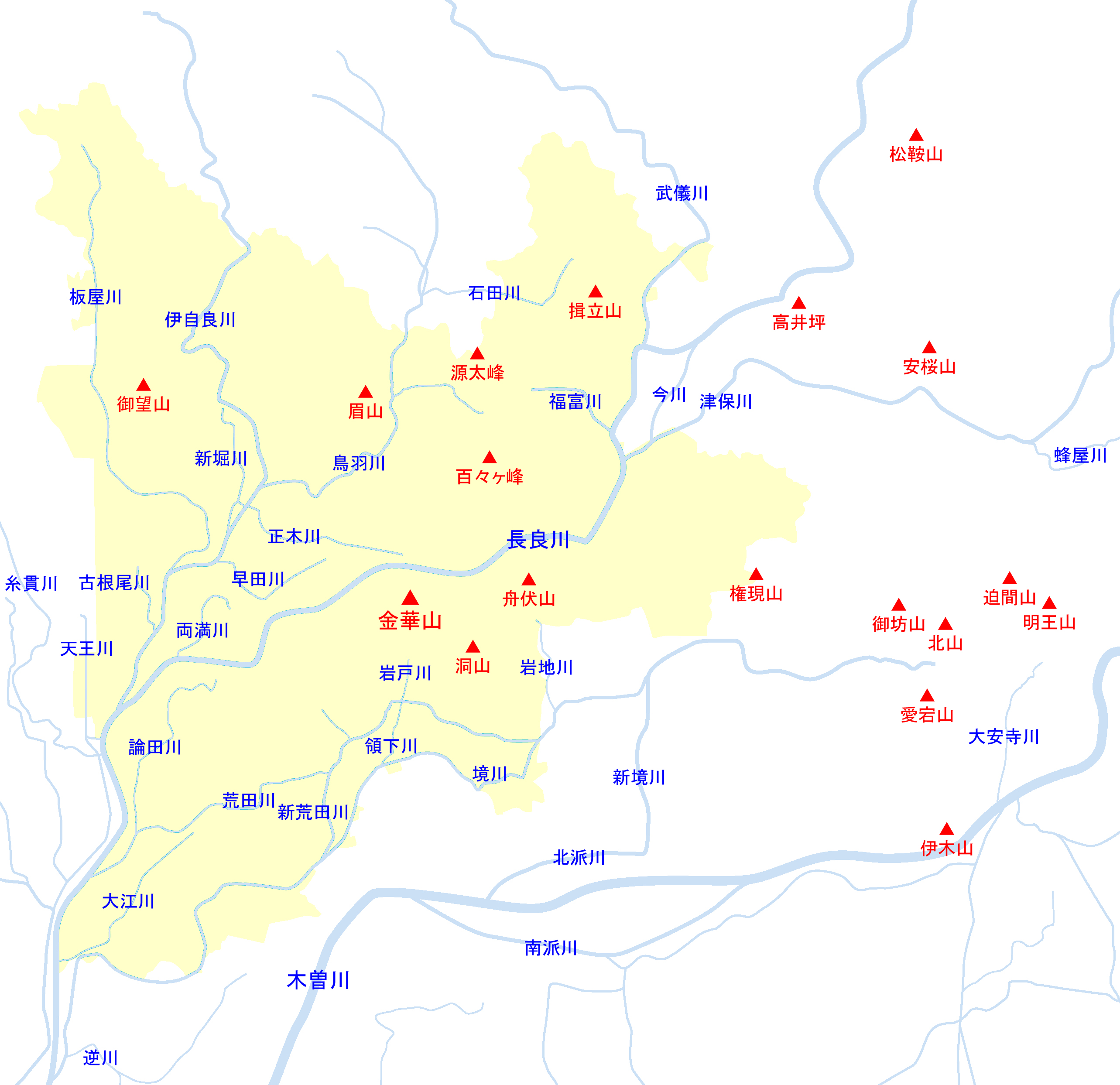
岐阜市周辺主要河川の位置関係図

新荒田川は金華山付近の湧き水と、各務原市那加岩地町付近で境川から分岐した水路が岐阜市高田付近で合流して西へと流れ、岐阜市入舟町付近で岩戸川と合流した後に、羽島郡笠松町羽衣町付近で境川に合流する。荒田川は岐阜市加納舟田町付近で新荒田川から分岐し、岐阜市次木付近で論田川と合流した後に、岐阜市日置江付近で長良川へと合流する。
荒田川分岐点以下の新荒田川は「荒田川中部放水路」（後述）として開削された区間に相当し、放水路開削以前は新荒田川上流部と荒田川が1つの「荒田川」として存在していた。現在では冒頭に記したように、新荒田川を「境川からの分岐を合わせた境川の支流」、荒田川を「新荒田川から分岐する長良川の支流」として位置づけられている。

## 歴史
古代の一時期には、木曽川本流が、境川・荒田川の流路で流れ、長良川へ合流していた。

### 明治時代以前
江戸時代の荒田川は加納輪中のほぼ中央を蛇行して流れており、南西側が低い土地事情から荒田川左岸の南側には「百曲堤」と呼ばれる蛇行した堤防が築かれていた。この堤防は元和から寛永の頃に加納藩主・松平忠隆が築いたと伝えられるが、上流域である現在の東鶉・茜部間には堤防が存在せず紛争要因ともなった。このため上流と下流で異なる水防共同体が組織されていたが、1695年（元禄9年）の樋門構築を機に統一された。
明治時代に入ると山田省三郎によって「荒田川・境川の湛水改善のための長良川の改修」が提唱され、木曽三川下流は1887年（明治20年）からの木曽三川分流工事によって完全分流がなされるが、この工事では上流域は手付かずであった。荒田川周辺では地域の人々によって川幅拡張や遊水池確保などが行われた結果、湛水の溜まり方が幾分遅くなるといった程度の改善にとどまった。

### 荒田川廃水事件
1914年（大正3年）に第一次世界大戦が始まると国内の工業需要は高まり、東海道の中間に位置し電力の十分な供給が見込まれた岐阜に大手の紡績企業などが進出し、地元の中小企業の創業も増える。急激に高まった工業需要に比例して工業排水が荒田川に流れ込んだことで、1917年（大正6年）ころから下流の農業・漁業に深刻な被害が出るようになる（荒田川廃水事件）。地域の農民・漁民は組合を結成して岐阜市・岐阜県・日本政府に抗議を行うとともに沿岸工場と徹底した抗争を続け、1925年（大正14年）の協議で一部企業が濾過装置を設置するなどの対策が行われるようになる。
しかし荒田川水質は改善せず、1927年（昭和2年）の内務省労働局からの照会に対して、岐阜県は農業・漁業への経済的影響だけではなく生物的影響についても言及する。これを受けて1928年（昭和3年）から京都帝国大学教授の戸田正三らによる視察調査が行われ、「荒田川の排水改善により化学物質の沈殿を防ぐ」ことと「濾過池・沈殿池を作って汚物量を5割以上削減する」ことが提示される。岐阜県も「新設工場への浄化設備の設置義務化」と「既存工場への浄化設備設置の半強制化」を定め、一連の騒動は一応の決着となった。

### 放水路の整備

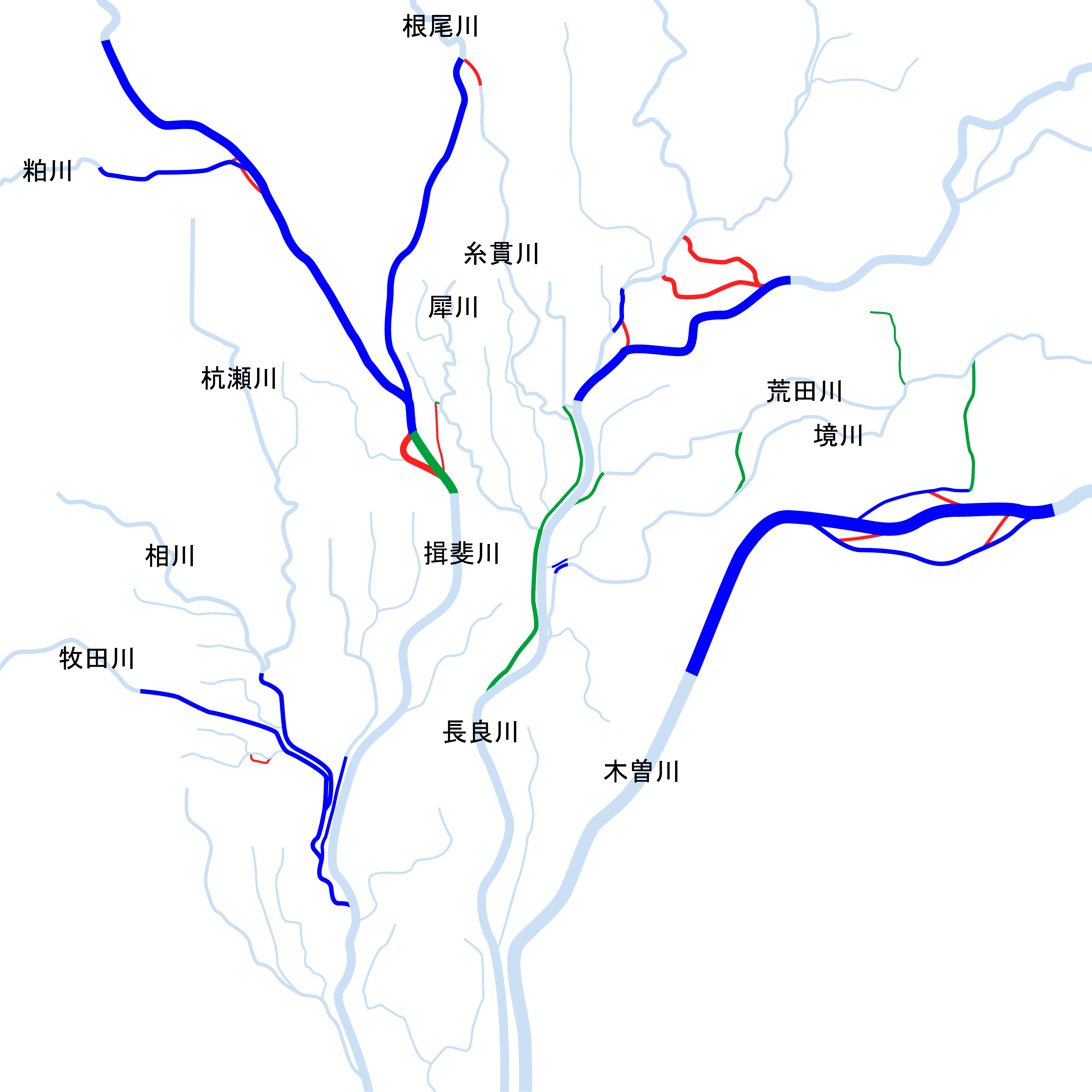
木曽川上流改修工事前後の河道比較。青線部が拡幅・線形改善などが行われた箇所、緑線部が新規開削箇所、赤線部が廃川など。

1921年（大正10年）に木曽川上流改修工事が始まると、境川・荒田川の抜本的な排水改善が議論されるようになる。岐阜県は1925年（大正14年）から国との折衝を重ね、1928年（昭和3年）から木曽川・長良川への用排水改良事業に着手する。
1930年（昭和5年）に新境川が完成して境川の水量が調整されると、続いて荒田川の排水改善が検討された。荒田川では大きく2つの放水路が整備され、1つは金華山東側の湧き水を境川へと流す「荒田川上部放水路」（岩地川）、もう1つは岐阜市加納舟田町付近で荒田川から分岐して一部を境川へと流す「荒田川中部放水路」（新荒田川下流部）であった。
荒田川の改修工事は1931年（昭和6年）10月に完成した。

## 校歌に荒田川が歌われている学校
- 岐阜市立三里小学校